# Hervé Balland
Hervé Balland (Champagnole, 7 de enero de 1964) es un deportista francés que compitió en esquí de fondo.
Ganó una medalla de plata en el Campeonato Mundial de Esquí Nórdico de 1993, en la prueba de 50 km. Participó en tres Juegos Olímpicos de Invierno, entre los años 1992 y 1998, ocupando el quinto lugar en Albertville 1992, en la misma prueba.

## Palmarés internacional
| Campeonato Mundial | Campeonato Mundial | Campeonato Mundial | Campeonato Mundial |
| Año                | Lugar              | Medalla            | Prueba             |
| ------------------ | ------------------ | ------------------ | ------------------ |
| 1993               | Falun (Suecia)     | Medalla de plata   | 50 km              |